# Branta
Branta je rod gusaka crne boje.

## Taksonomija
Rod Branta opisao je austrijski prirodoslovac Giovanni Antonio Scopoli 1769. godine Ime roda dolazi od latiniziranog oblika staronordijske riječi Brandgás što znači izgorjela, u smislu „izgorjela (crna) guska”. Tipična vrsta ovog roda je grivasta guska (Branta bernicla).
Ottenburghs i suradnici objavili su članak 2016. godine kojem su ustanovljeni filogenetski odnosi između vrsta.
|  | Kanadska guska (Branta canadensis)                                                                        |
|  | |
|  | \| \| Bjelolica guska (Branta leucopsis) \| \| \| \| \| \| Bafinska guska (Branta hutchinsii) \| \| \| \| |
|  | |
|  | Bjelolica guska (Branta leucopsis)                                                                        |
|  | |
|  | Bafinska guska (Branta hutchinsii)                                                                        |
|  | |

|  | Bjelolica guska (Branta leucopsis) |
|  |                                    |
|  | Bafinska guska (Branta hutchinsii) |
|  |                                    |

|  | Kanadska guska (Branta canadensis)                                                                        |
|  | |
|  | \| \| Bjelolica guska (Branta leucopsis) \| \| \| \| \| \| Bafinska guska (Branta hutchinsii) \| \| \| \| |
|  | |
|  | Bjelolica guska (Branta leucopsis)                                                                        |
|  | |
|  | Bafinska guska (Branta hutchinsii)                                                                        |
|  | |

|  | Bjelolica guska (Branta leucopsis) |
|  |                                    |
|  | Bafinska guska (Branta hutchinsii) |
|  |                                    |

|  | Kanadska guska (Branta canadensis)                                                                        |
|  | |
|  | \| \| Bjelolica guska (Branta leucopsis) \| \| \| \| \| \| Bafinska guska (Branta hutchinsii) \| \| \| \| |
|  | |
|  | Bjelolica guska (Branta leucopsis)                                                                        |
|  | |
|  | Bafinska guska (Branta hutchinsii)                                                                        |
|  | |

|  | Bjelolica guska (Branta leucopsis) |
|  |                                    |
|  | Bafinska guska (Branta hutchinsii) |
|  |                                    |

|  | Kanadska guska (Branta canadensis)                                                                        |
|  | |
|  | \| \| Bjelolica guska (Branta leucopsis) \| \| \| \| \| \| Bafinska guska (Branta hutchinsii) \| \| \| \| |
|  | |
|  | Bjelolica guska (Branta leucopsis)                                                                        |
|  | |
|  | Bafinska guska (Branta hutchinsii)                                                                        |
|  | |

|  | Bjelolica guska (Branta leucopsis) |
|  |                                    |
|  | Bafinska guska (Branta hutchinsii) |
|  |                                    |

|  | Kanadska guska (Branta canadensis)                                                                        |
|  | |
|  | \| \| Bjelolica guska (Branta leucopsis) \| \| \| \| \| \| Bafinska guska (Branta hutchinsii) \| \| \| \| |
|  | |
|  | Bjelolica guska (Branta leucopsis)                                                                        |
|  | |
|  | Bafinska guska (Branta hutchinsii)                                                                        |
|  | |

|  | Bjelolica guska (Branta leucopsis) |
|  |                                    |
|  | Bafinska guska (Branta hutchinsii) |
|  |                                    |

|  | Kanadska guska (Branta canadensis)                                                                        |
|  | |
|  | \| \| Bjelolica guska (Branta leucopsis) \| \| \| \| \| \| Bafinska guska (Branta hutchinsii) \| \| \| \| |
|  | |
|  | Bjelolica guska (Branta leucopsis)                                                                        |
|  | |
|  | Bafinska guska (Branta hutchinsii)                                                                        |
|  | |

|  | Bjelolica guska (Branta leucopsis) |
|  |                                    |
|  | Bafinska guska (Branta hutchinsii) |
|  |                                    |

|  | Kanadska guska (Branta canadensis)                                                                        |
|  | |
|  | \| \| Bjelolica guska (Branta leucopsis) \| \| \| \| \| \| Bafinska guska (Branta hutchinsii) \| \| \| \| |
|  | |
|  | Bjelolica guska (Branta leucopsis)                                                                        |
|  | |
|  | Bafinska guska (Branta hutchinsii)                                                                        |
|  | |

|  | Bjelolica guska (Branta leucopsis) |
|  |                                    |
|  | Bafinska guska (Branta hutchinsii) |
|  |                                    |

|  | Kanadska guska (Branta canadensis)                                                                        |
|  | |
|  | \| \| Bjelolica guska (Branta leucopsis) \| \| \| \| \| \| Bafinska guska (Branta hutchinsii) \| \| \| \| |
|  | |
|  | Bjelolica guska (Branta leucopsis)                                                                        |
|  | |
|  | Bafinska guska (Branta hutchinsii)                                                                        |
|  | |

|  | Bjelolica guska (Branta leucopsis) |
|  |                                    |
|  | Bafinska guska (Branta hutchinsii) |
|  |                                    |

|  | Kanadska guska (Branta canadensis)                                                                        |
|  | |
|  | \| \| Bjelolica guska (Branta leucopsis) \| \| \| \| \| \| Bafinska guska (Branta hutchinsii) \| \| \| \| |
|  | |
|  | Bjelolica guska (Branta leucopsis)                                                                        |
|  | |
|  | Bafinska guska (Branta hutchinsii)                                                                        |
|  | |

|  | Bjelolica guska (Branta leucopsis) |
|  |                                    |
|  | Bafinska guska (Branta hutchinsii) |
|  |                                    |

|  | Kanadska guska (Branta canadensis)                                                                        |
|  | |
|  | \| \| Bjelolica guska (Branta leucopsis) \| \| \| \| \| \| Bafinska guska (Branta hutchinsii) \| \| \| \| |
|  | |
|  | Bjelolica guska (Branta leucopsis)                                                                        |
|  | |
|  | Bafinska guska (Branta hutchinsii)                                                                        |
|  | |

|  | Bjelolica guska (Branta leucopsis) |
|  |                                    |
|  | Bafinska guska (Branta hutchinsii) |
|  |                                    |

|  | Kanadska guska (Branta canadensis)                                                                        |
|  | |
|  | \| \| Bjelolica guska (Branta leucopsis) \| \| \| \| \| \| Bafinska guska (Branta hutchinsii) \| \| \| \| |
|  | |
|  | Bjelolica guska (Branta leucopsis)                                                                        |
|  | |
|  | Bafinska guska (Branta hutchinsii)                                                                        |
|  | |

|  | Bjelolica guska (Branta leucopsis) |
|  |                                    |
|  | Bafinska guska (Branta hutchinsii) |
|  |                                    |

|  | Kanadska guska (Branta canadensis)                                                                        |
|  | |
|  | \| \| Bjelolica guska (Branta leucopsis) \| \| \| \| \| \| Bafinska guska (Branta hutchinsii) \| \| \| \| |
|  | |
|  | Bjelolica guska (Branta leucopsis)                                                                        |
|  | |
|  | Bafinska guska (Branta hutchinsii)                                                                        |
|  | |

|  | Bjelolica guska (Branta leucopsis) |
|  |                                    |
|  | Bafinska guska (Branta hutchinsii) |
|  |                                    |

|  | Kanadska guska (Branta canadensis)                                                                        |
|  | |
|  | \| \| Bjelolica guska (Branta leucopsis) \| \| \| \| \| \| Bafinska guska (Branta hutchinsii) \| \| \| \| |
|  | |
|  | Bjelolica guska (Branta leucopsis)                                                                        |
|  | |
|  | Bafinska guska (Branta hutchinsii)                                                                        |
|  | |

|  | Bjelolica guska (Branta leucopsis) |
|  |                                    |
|  | Bafinska guska (Branta hutchinsii) |
|  |                                    |

|  | Kanadska guska (Branta canadensis)                                                                        |
|  | |
|  | \| \| Bjelolica guska (Branta leucopsis) \| \| \| \| \| \| Bafinska guska (Branta hutchinsii) \| \| \| \| |
|  | |
|  | Bjelolica guska (Branta leucopsis)                                                                        |
|  | |
|  | Bafinska guska (Branta hutchinsii)                                                                        |
|  | |

|  | Bjelolica guska (Branta leucopsis) |
|  |                                    |
|  | Bafinska guska (Branta hutchinsii) |
|  |                                    |

|  | Kanadska guska (Branta canadensis)                                                                        |
|  | |
|  | \| \| Bjelolica guska (Branta leucopsis) \| \| \| \| \| \| Bafinska guska (Branta hutchinsii) \| \| \| \| |
|  | |
|  | Bjelolica guska (Branta leucopsis)                                                                        |
|  | |
|  | Bafinska guska (Branta hutchinsii)                                                                        |
|  | |

|  | Bjelolica guska (Branta leucopsis) |
|  |                                    |
|  | Bafinska guska (Branta hutchinsii) |
|  |                                    |

|  | Kanadska guska (Branta canadensis)                                                                        |
|  | |
|  | \| \| Bjelolica guska (Branta leucopsis) \| \| \| \| \| \| Bafinska guska (Branta hutchinsii) \| \| \| \| |
|  | |
|  | Bjelolica guska (Branta leucopsis)                                                                        |
|  | |
|  | Bafinska guska (Branta hutchinsii)                                                                        |
|  | |

|  | Bjelolica guska (Branta leucopsis) |
|  |                                    |
|  | Bafinska guska (Branta hutchinsii) |
|  |                                    |

### Popis vrsta
Rod sadrži šest živućih vrsta.
| Slika | Znanstveno ime      | Ime na hrvatskom  | Rasprostranjenost |
| ----- | ------------------- | ----------------- | --- |
|       | Branta bernicla     | Grivasta guska    | Arktička tundra. Cirkumpolarne; nekoliko različitih rasplodnih populacija, koje zimuju u određenim područjima (neke od njih se preklapaju) duž sjeverne obale Atlantskog i Tihog oceana koje se nalaze u umjerenom pojasu. |
|       | Branta ruficollis   | Crvenovrata guska | Arktički Sibir, pretežito na poluotoku Tajmir s manjim populacijama na Gidanskom poluotoku i poluotoku Jamal, i sjeverozapadnim crnomorskim obalama Bugarske, Rumunjske i Ukrajine.                                        |
|       | Branta sandvicensis | Havajska guska    | Havajsko otočje |
|       | Branta canadensis   | Kanadska guska    | Umjerene regije Sjeverne Amerike |
|       | Branta leucopsis    | Bjelolica guska   | Arktički otoci sjeveroistočnog Atlantika |
|       | Branta hutchinsii   | Bafinska guska    | Sjeverna Amerika |